# Белопоясничный канюк
Белопоясничный канюк (лат. Parabuteo leucorrhous) — вид птиц из семейства ястребиных (Accipitridae). Подвидов не выделяют.

## Распространение
Обитают в Южной Америке.

## Описание
Длина тела 33-40 см. Основная окраска чёрная, при этом подхвостья и надхвостье белые, а подкрылья кремовые. Бедра рыжие; хвост сверху с единственной узкой серовато-коричневой полосой в дистальной половине, снизу 2-3 белых полосы. Сообщалось (но без доказательств) о существовании бледной морфы, подобной Buteo brachyurus. Самка немного крупнее самца.

## Биология
В кладке 2-3 яйца. Данных о размножении немного. Известно, что эти птицы питаются рептилиями, лягушками, насекомыми и крысами, но полные данные об их рационе также отсутствуют.